# Pirati s Kariba: Mrtvačeva škrinja
Pirati s Kariba: Mrtvačeva škrinja (eng. Pirates of the Caribbean: Dead Man's Chest) nastavak je filma Pirati s Kariba: Prokletstvo Crnog bisera. Premijera je održana 25.6.2006. u Los Angelesu. Za prva tri dana prikazivanja zaradio je 135,634,554 $ rušeći sve rekorde gledanosti. Do danas je u cijelom svijetu zaradio preko 1 milijardu $ i tako stao uz bok filmovima poput Titanica i Gospodar prstenova: Povratak kralja, dok ga je u Hrvatskoj pogledalo preko 100,000 gledatelja.

## Radnja
Piratski kapetan Jack Sparrow (Johnny Depp) otkriva da njegova duša pripada legendarnom Davy Jonesu (Bill Nighy), besmrtnom gospodaru morskih dubina i kapetanu Ukletog Holandeza, sablasnog broda kojim upravljaju duše utopljenih mornara, sada preobražene u hibride ljudi i morskih stvorenja. Ako Jack ne pronađe način da se izvuče iz toga, i sam će postati član posade Ukletog Holandeza i čitavo stoljeće patiti služeći Davy Jonesu. Sve to naglo prekida planove za vjenčanje njegovih prijatelja Willa Turnera (Orlando Bloom) i Elizabeth Swann (Keira Knightley) koji su i protiv svoje volje uvučeni u novu Jackovu pustolovinu. Voodoo vještica Tia Dalma (Naomie Harris) povjerava Jacku da srce Davy Jonesa nije u njegovim grudima, nego zatvoreno u čuvenoj Mrtvačevoj škrinji. Nakon što je primio na brod bivšeg neprijatelja Jamesa Norringtona (Jack Davenport) koji je izbačen iz mornarice jer je u potjeri za Crnim biserom izgubio svoj brod Neustrašivi, Jack kreće u potragu za Mrtvačevom škrinjom, zakopanom na Isla Cruces (Otok križeva). I kao da sve to nije dovoljno, Istočnoindijska trgovačka kompanija šalje lorda Cutlera Becketta (Tom Hollander) da uhvati Jacka, koji se i sam želi dokopati Mrtvačeve škrinje kako bi zavladao Davy Jonesom a preko njega svim svjetskim morima.

## Uloge
- Johnny Depp - Jack Sparrow, piratski kapetan Crnog bisera, u potjeri za Mrtvačevom škrinjom.
- Orlando Bloom - Will Turner, mladi kovač, zaručen za Elizabeth, guvernerovu kćer.
- Keira Knightley - Elizabeth Swann, kćer guvernera Port Royala.
- Tom Hollander - Lord Cutler Beckett, upravitelj Istočnoindijske trgovačke kompanije.
- Bill Nighy - Davy Jones, natprirodni vladar morskih dubina, kapetan Letećeg Holandeza
- Jack Davenport - James Norrington, bivši komodor britanske ratne mornarice
- Kevin McNally - Joshamee Gibbs, Jackov prijatelj, prvi časnik na Crnom biseru.
- Stellan Skarsgård - Bootstrap Bill Turner, bivši pirat, otac Willa Turnera.
- Jonathan Pryce - Weatherby Swann, britanski guverner Port Royala.
- Naomie Harris - Tia Dalma, voodoo vještica.

## O filmu
Film je oborio gotovo sve box-office rekorde i postao 3. najuspješniji film po zaradi. Kod kritike film nije polučio takav rezultate, Rotten Tomatoes ocjenjuje Mrtvačevu škrinju s 53%, dok posjetitelji IMDB-a ocijenjuju film sa solidnih 7.3. Dok je prvi nastavak bio čista komedija prepuna akcije, drugi nastavak zaplovio je u neštu ozbiljnije i mračnije vode.
Film je sniman na lokacijama koje uključuju: Costa Alegre, Sveti Vincent, Jalisco (Meksiko), Dominika i Bahami.

## Zanimljivosti
- Prije objavljivanja službenog naziva filma, prema nekim glasinama, trebao je nositi naslov Blaga izgubljenog Ponora (Treasures of the lost Abyss). Prema tim glasinama Jack je trebao krenuti u potragu za Ponorom, prvim piratskim brodom na Karibima, i blagom koje je sakriveno na njemu.
- Na kraju filma se živ pojavljuje piratski kapetan Hector Barbossa (Geoffrey Rush) koji je ubijen u prošlom dijelu.
- U filmu se pojavljuje Bootstrap Bill Turner (Stellan Skarsgard), otac Willa Turnera, kao član posade Ukletog Holandeza.
- U legendama o moru Davy Jones i Ukleti Holandez nemaju nikakve veze jedno s drugime.
- Ime voodoou vještice Tia Dalme je anagram od Dalmatia (Dalmacija), pokrajine koja je u povijesti bila poznata kao gusarski raj, pod upravom gusarske kraljice Teute.
- DVD izdanje izašlo je 15.11.2006 i ukupno je prodano u više od 18 milijuna primjeraka, postavši tako najprodavanije DVD izdanje 2006 godine.

## Nominacije i nagrade
79. Oscar
- Nagrada; Najbolji vizualni efekti: John Knoll, Hal Hickel, Charles Gibson i Allen Hall
- Nominacija; Najbolju umjetnička produkcija : Rick Heinrichs, Cheryl A. Carasik
- Nominacija; Najbolji zvuk: Christopher Boyes, George Watters II
- Nominacija; Najbolja montaža zvuka: Paul Massey, Christopher Boyes i Lee Orloff

64. Zlatni globus
- Nominacija; Najbolji glumac u komediji ili mjuziklu: Johnny Depp

2007 Nagrade BAFTA
- Nagrada; Najbolji vizualni efekti: John Knoll, Hal Hickel, Charles Gibson i Allen Hall

Nagrada Saturn
- Nagrada; Najbolji specijalni efekti: John Knoll, Hal Hickel, Charles Gibson, Allen Hall
- Nominacija; Najbolji fantastični film
- Nominacija; Najbolji sporedni glumac: Bill Nighy
- Nominacija; Najbolji kostim
- Nominacija; Najbolja šminka

## Vanjske poveznice
- Službena stranica
- Pirati s Kariba: Mrtvačeva škrinja u internetskoj bazi filmova IMDb-a
- Rotten-tomatoes.com